# Первомайский сельсовет (Слуцкий район)
Первомайский сельсовет — административная единица на территории Слуцкого района Минской области Республики Беларусь.

## Состав
Первомайский сельсовет включает 14 населённых пунктов:
- Аполины — деревня.
- Боровая — деревня.
- Гольчичи — деревня.
- Жилин Брод — деревня.
- Кальчицы — деревня.
- Кулики — деревня.
- Нива — деревня.
- Новинки — деревня.
- Пильня — деревня.
- Поликаровка — деревня.
- Ржавка — деревня.
- Строхово — деревня.
- Таковище — деревня.
- Шантаровщина — деревня.